# Нью-Гарден Тауншип (округ Честер, Пенсільванія)
Нью-Гарден Тауншип (англ. New Garden Township) — селище (англ. township) в США, в окрузі Честер штату Пенсільванія. Населення — 11 363 особи (2020).

## Демографія
Згідно з переписом 2010 року, у селищі мешкали 11 984 особи в 3694 домогосподарствах у складі 3094 родин. Було 3873 помешкання
Расовий склад населення:
| - 78,2 % — білих - 3,0 % — чорних або афроамериканців - 3,0 % — азіатів - 0,5 % — корінних американців - 13,1 % — осіб інших рас |

До двох чи більше рас належало 2,2 %. Частка іспаномовних становила 26,4 % від усіх жителів.
За віковим діапазоном населення розподілялося таким чином: 29,9 % — особи молодші 18 років, 61,3 % — особи у віці 18—64 років, 8,8 % — особи у віці 65 років та старші. Медіана віку мешканця становила 37,0 року. На 100 осіб жіночої статі у селищі припадало 108,5 чоловіків;  на 100 жінок у віці від 18 років та старших — 109,0 чоловіків також старших 18 років.
Середній дохід на одне домашнє господарство  становив 149 511 долар США (медіана — 111 272), а середній дохід на одну сім'ю — 161 475 доларів (медіана — 120 229). Медіана доходів становила 77 557 доларів для чоловіків та 65 760 доларів для жінок. За межею бідності перебувало 8,1 % осіб, у тому числі 14,2 % дітей у віці до 18 років та 3,8 % осіб у віці 65 років та старших.
Цивільне працевлаштоване населення становило 6243 особи. Основні галузі зайнятості: освіта, охорона здоров'я та соціальна допомога — 20,1 %, сільське господарство, лісництво, риболовля — 19,9 %, науковці, спеціалісти, менеджери — 11,0 %, виробництво — 10,8 %.